# Port d'Eleuteri
El Port d'Eleuteri, conegut originalment com a Port de Teodosi, és un jaciment arqueològic d'Istanbul (Turquia) descobert el 2005 durant la construcció d'una estació ferroviària. Les excavacions al port romà d'Orient (Portus Eleutherius o Portus Theodosiacus) esdevingueren una de les majors recerques a Europa per la grandària i el nombre de naufragis trobats des del descobriment inicial. El port comercial, en ús entre els segles v i x, fou una alternativa a les tradicionals instal·lacions situades al llarg de l'entrada del Corn d'Or.
Prop de l'estació, està prevista la construcció d'un museu per acollir-ne les obres descobertes.

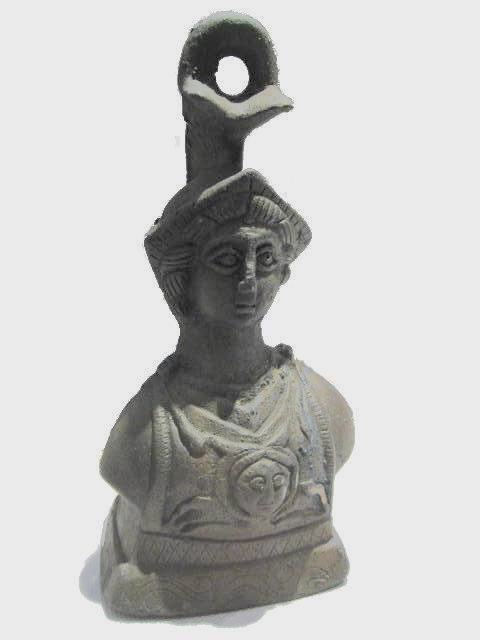
Peça descoberta durant l'excavació

## Jaciment arqueològic
Durant l'excavació arqueològica s'ha comprovat que la història d'Istanbul es remunta a 8.500 anys, més lluny del que es creia anteriorment.
S'hi descobriren esquelets de 8.000 anys. Les tombes revelen que Istanbul era la llar dels primers assentaments d'aquesta zona durant l'edat de pedra. Els esquelets es trobaren en quatre tombes prehistòriques.
Les excavacions també han revelat 32 vaixells enfonsats que daten dels segles vii i xi. Els vaixells enfonsats s'han conservat a la Universitat d'Istanbul i l'Institut de Recerca Submarina de Bodrum.
Aparegueren restes de murs durant les excavacions, que ara es consideren les primeres muralles de la ciutat d'Istanbul.
Prop de 500 peces preses de les restes descobertes durant l'excavació s'exhibeixen en el Museu Arqueològic d'Istanbul.